# Baldovino di Ibelin
Baldovino di Ibelin, noto anche come Baldovino di Ramla (1133 circa – 1187), è stato un cavaliere medievale francese che ha svolto un ruolo di primo piano del Regno crociato di Gerusalemme.

## Biografia

### Infanzia
Secondogenito di Barisano di Ibelin, fu fratello di Ugo e Baliano di Ibelin.

### Alleanza con Raimondo III di Tripoli
Dopo la morte, nel 1169, del fratello Ugo – terzo marito di Agnese di Courtenay – Baldovino ereditò il castello di Ibelin, ma decise di tenere solo il titolo di Signore di Ramla e cedere la fortezza al fratello minore Baliano. A lui si deve l'ingresso alla corte di Gerusalemme della famiglia dei Lusignano, nella persona di Amalrico, che ebbe in sposa la figlia Eschiva. Nel 1174, durante la crisi per la reggenza di re Baldovino IV, i due fratelli Ibelin si schierarono dalla parte di Raimondo III di Tripoli contro Milo di Plancy e presero parte nel 1177 alla battaglia di Montgisard.

### Progetto di nozze con Sibilla di Gerusalemme
Secondo alcune fonti, dopo la morte della seconda moglie Isabella nel 1177, Baldovino divenne il principale candidato - sostenuto da Raimondo di Tripoli - alla mano della principessa Sibilla, sorella di Baldovino IV, rimasta prematuramente vedova. Suo fratello Baliano aveva invece sposato da poco la matrigna di quest'ultima, la Regina Madre Maria Comnena. Secondo la Cronaca di Ernoul, scritta in parte da un ex scudiero di Baliano ma giunta fino a noi nella versione duecentesca, Baldovino e Sibilla sarebbero stati profondamente innamorati l'uno dell'altra e si sarebbero scambiati numerose lettere durante la prigionia di Baldovino. Un'ipotesi, questa, che gli storici giudicano alquanto inattendibile.
Nel 1179 Baldovino fu effettivamente fatto prigioniero dal Saladino durante la battaglia di Marjayoun, insieme a Eudes de Saint-Amand, Gran Maestro dei Templari, e il figliastro di Raimondo di Tripoli, Ugo II di Saint-Omer di Tiberiade. Fu rilasciato solo alcuni mesi dopo dietro pagamento di un riscatto, versato dall'imperatore bizantino Manuele Comneno, al quale Baldovino fece visita verso la fine del 1180. Si narra che l'imperatore lo fece sedere su una sedia e gli rovesciò sulla testa la grande mole di monete d'oro che erano state necessarie alla sua liberazione. E proprio durante la sua permanenza a Costantinopoli, il sovrano venne a morte. Baldovino fece ritorno a Gerusalemme proprio nei giorni del matrimonio della principessa Sibilla con Guido di Lusignano.
A quanto pare, il colpo di mano pianificato da Raimondo di Tripoli per maritare Sibilla a Baldovino non aveva avuto successo. Ragioni di natura politica spingevano infatti il re a dare in sposa sua sorella ad un nobile che non fosse nativo del regno. La scelta era caduta su Guido di Lusignano, fratello minore di Amalrico, il genero di Baldovino di Ibelin. Nello stesso anno, il re fidanzò la sorellastra Isabella, figliastra di Baliano, ad Umfredo IV di Toron, allo scopo di ridurre ulteriormente l'influenza politica degli Ibelin.

### Contro Guido di Lusignano
Nel 1183, deterioratosi il rapporto con Guido di Lusignano, re Baldovino IV decise di nominare suo co-reggente il nipote Baldovino, di appena cinque anni, figlio della sorella Sibilla. Il piccolo venne affidato alla tutela di Raimondo di Tripoli, mentre Guido teneva la reggenza per Baldovino IV, il quale versava in condizioni di salute sempre più preoccupanti. Baldovino di Ibelin si schierò dalla parte di Raimondo contro Guido e, grazie anche al supporto di altri nobili del regno, ottenne che il re incoronasse sovrano di Gerusalemme il nipote già nel novembre dello stesso anno, pur essendo egli ancora in vita. Si trattò evidentemente di un tentativo di frenare le ambizioni di Guido ed evitare che alla morte del re potesse succedergli in forza del diritto ereditario di sua moglie Sibilla. Ma anche questa misura non servì a molto.
Nel 1185, infatti, alla morte di Baldovino IV, il giovanissimo Baldovino V divenne unico sovrano del regno, ma appena un anno dopo morì, lasciando il regno a sua madre Sibilla e al suo patrigno Guido. Gli Ibelin, insieme a Raimondo, continuarono a sostenere come erede legittima Isabella, figliastra di Baliano, affermando che Sibilla fosse figlia illegittima di re Amalrico. A dissipare le speranze di Isabella di subentrare alla sorellastra fu però proprio suo marito Unfredo, il quale si rifiutò di accampare diritti al trono e giurò fedeltà alla regina Sibilla.

### Esilio volontario e morte
Gli unici, fra i baroni del regno, a non rendere omaggio ai sovrani furono proprio Baldovino di Ibelin e Raimondo III di Tripoli. Baldovino decise di affidare suo figlio Tommaso alla tutela del fratello Baliano e ritirarsi in volontario esilio presso il Principato di Antiochia, dove trovò grande accoglienza.
Per Baldovino, il nuovo re non era altro che “un folle e un incosciente” e per questo motivo negò il proprio sostegno al sovrano anche di fronte alla ripresa delle ostilità da parte del Saladino, che mettevano ormai in serio pericolo la sopravvivenza del regno. 
Baldovino di Ibelin morì probabilmente nel 1187, senza aver mai fatto più ritorno a Gerusalemme.

## Discendenza
Baldovino di Ibelin ebbe tre mogli:
- Richilde di Bethsan, sposata nel 1157. Il matrimonio fu annullato nel 1174. Dall'unione nacquero tre figli:
  - Tommaso di Ibelin, Signore di Ramla (m. 1188)
  - Eschiva di Ibelin (m. 1196), prima del 1175 sposò Amalrico di Lusignano; fu Regina consorte di Cipro (1194-96) e madre di Ugo I di Cipro. Dopo la sua morte, Amalrico sposò Isabella e divenne re di Gerusalemme.
  - Stefania di Ibelin, sposò Amalrico, visconte di Nablus

- Isabella o Elisabetta Gothman (m. 1177), sposata nel 1175.

- Maria, figlia di Reniero, connestabile di Tripoli, sposata dopo il 1180.

Un altro Baldovino di Ibelin è stato il figlio di Giovanni di Ibelin, nipote, quest'ultimo, del Baldovino di cui si parla in questa voce.